# The Art of Memory
The Art of Memory est un album de musique improvisée jouée live par Fred Frith à la guitare et John Zorn au saxophone alto. 

## Description

### Titres
| 1.    | The Combiner                | 4:46 |
| 2.    | The Ladder                  | 5:25 |
| 3.    | The Chain                   | 4:55 |
| 4.    | The Field                   | 7:58 |
| 5.    | The Table                   | 8:44 |
| 6.    | The Interpreter             | 5:07 |
| 7.    | The Tree                    | 4:20 |
| 8.    | The Fountain And The Mirror | 4:26 |
| 45:52 |                             |      |

### Musiciens
- Fred Frith - guitare
- John Zorn - saxophone alto

## Style
C'est un duo entièrement improvisé guitare électrique-saxophone alto. Le discours est radical, extrêmement vif, et utilise toute une panoplie d'effets bruitistes et de sons propres deux musiciens. Selon Antonin-Tri Hoang, la vivacité des échanges entre les musiciens est telle que John Zorn est amené hors de sa zone de confort.

## Réception critique
Pour Jazz Magazine, le duo est « vertigineux d'intelligence instantanée », et met en lumière à la fois la virtuosité des instrumentistes, leur complicité et leur sens du montage instantané,. Cet album est considéré comme illustrant parfaitement le lien entre la pratique instrumentale de Zorn et ses techniques de composition,.